# Interpretabilidad
En la lógica matemática, la interpretabilidad es una relación entre teorías formales que expresa la posibilidad de interpretar o traducir una en la otra.
La interpretabilidad entre teorías formales es una relación que indica que una teoría T puede expresarse en términos de otra teoría S, usando una función que transforma el lenguaje de T en el lenguaje de S. Esta función debe respetar la estructura lógica de las fórmulas, es decir, que si una fórmula de T es verdadera, entonces su imagen por la función también debe ser verdadera en S. La interpretabilidad es una forma de comparar y relacionar teorías formales, y tiene aplicaciones en diversos campos de la lógica, la matemática y la filosofía. Por ejemplo, la aritmética de Peano es interpretable en la teoría de conjuntos de Zermelo-Fraenkel, lo que significa que los conceptos y propiedades de los números naturales pueden definirse y demostrarse usando los conceptos y propiedades de los conjuntos.
Este concepto, junto con la débil interpretabilidad, fue introducido por Alfred Tarski en 1953. Otros tres conceptos relacionados son cointerpretabilidad, tolerancia lógica y cotolerancia, introducidos por Giorgi Japaridze en 1992-1993.